# Thomas C. Kinkaid

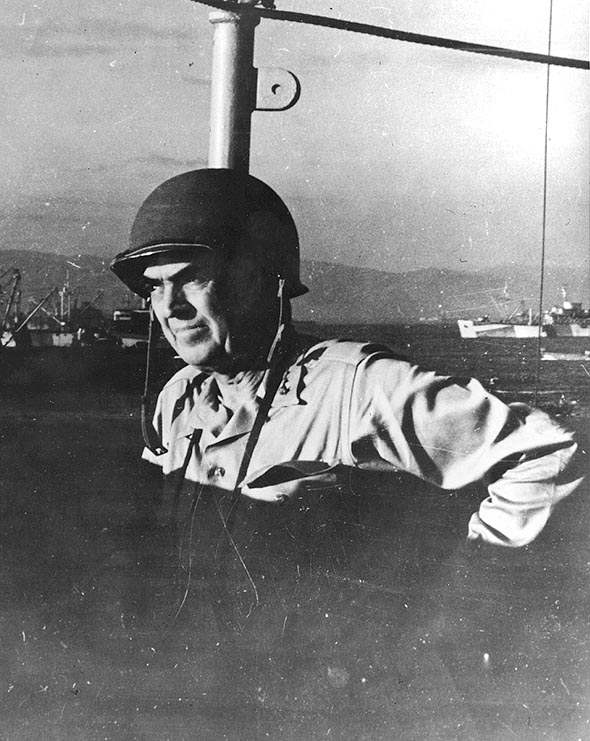
Admiral Thomas C. Kinkaid beobachtet die Landungen im Golf von Lingayen, Philippinen, von der Brücke seines Flaggschiffes USS Wasatch (AGC-9) aus (zirka 9. Januar 1945).

Thomas Cassin Kinkaid (* 3. April 1888 in Hanover, New Hampshire; † 17. November 1972 in Bethesda, Maryland) war ein Admiral der United States Navy. Er war zwischen 1943 und 1945 der Kommandeur der alliierten Marinestreitkräfte im Südwestpazifik und der 7. US-Flotte.

## Leben

### Frühe Jahre und Erster Weltkrieg
Kinkaid kam in einer Familie mit weit zurückreichender Marinetradition zur Welt. Sein Vater war Rear Admiral. Im Juni 1908 absolvierte er die US Naval Academy in Annapolis, Maryland. Seine ersten Dienstjahre verbrachte er auf den Schlachtschiffen Nebraska und Minnesota. Im September 1913 meldete er sich an der School of Marine Engineering in Annapolis, Maryland an und belegte einen Kurs für Artillerietechnik. Von 1916 bis 1918 diente er auf der Pennsylvania, die nach der US-amerikanischen Kriegserklärung an das Deutsche Reich vom 6. April 1917 gemeinsam mit der Royal Navy in der Grand Fleet operierte.

### Zwischenkriegszeit
Nach dem Kriegsende wurde er Artillerieoffizier auf der Arizona, die unter anderem den Begleitschutz für den US-Präsidenten Woodrow Wilson stellte, als sich dieser zu den Friedensgesprächen nach Paris begab. Anschließend ging er nach Washington, wo er diverse Posten im Department of the Navy und im Bureau of Ordnance, der seit 1959 nicht mehr existierenden Behörde für Nachschub, innehatte.
Zwischen 1922 und 1924 diente Lieutenant Commander Kinkaid als assistierendes Stabsmitglied des Kommandeurs der US-Marineabordnung in der Türkei. Sein erstes Kommando folgte anschließend an Bord des Zerstörers USS Isherwood. In den Jahren 1925 bis 1927 arbeitete er bei der im Washington Navy Yard beheimateten Naval Gun Factory, die bis in die frühen 1960er Jahre Bestandteile von Schiffsartilleriegeschützen baute und testete. Bis zum Jahr 1930 studierte er am Naval War College in Newport, Rhode Island. Im Anschluss daran war Kinkaid als Berater für Marineangelegenheiten in der Gefolgschaft des damaligen Marineministers Charles Francis Adams während der Genfer Abrüstungskonferenz von 1931 bis 1932 eingesetzt.
Auf der Colorado war er zwischen 1933 und 1934 Erster Offizier, gefolgt von einer bis Mitte 1937 dauernden Verwendung im Bureau of Navigation. Danach wurde Kinkaid Captain des Kreuzers Indianapolis. Von 1938 bis 1941 wurde er zum Marineattaché in den US-Botschaften von Rom und Belgrad bestellt.

### Zweiter Weltkrieg
Am Vorabend des japanischen Angriffs auf Pearl Harbor und dem damit resultierenden Ausbruch des Pazifikkrieges, kommandierte Kinkaid verschiedene Zerstörergeschwader. Im Frühjahr 1942 wurde er zum Rear Admiral befördert und kommandierte Kreuzerdivisionen während der Seeschlachten im Korallenmeer und der Schlacht um Midway. Bei der Schlacht im Korallenmeer wurde er für seine Verdienste bei der Evakuierung des angeschlagenen und schließlich versenkten Flugzeugträgers Lexington mit einem Orden ausgezeichnet.
In der zweiten Jahreshälfte 1942 kommandierte er die Task Force um den Träger Enterprise, während der Kämpfe um die Salomoneninsel Guadalcanal. Den Oberbefehl hatte Admiral Frank Jack Fletcher.
Im Januar 1943 wurde er Oberbefehlshaber der Marinestreitkräfte während der Rückeroberung der Aleuten-Inseln Attu und Kiska im Nordpazifik.

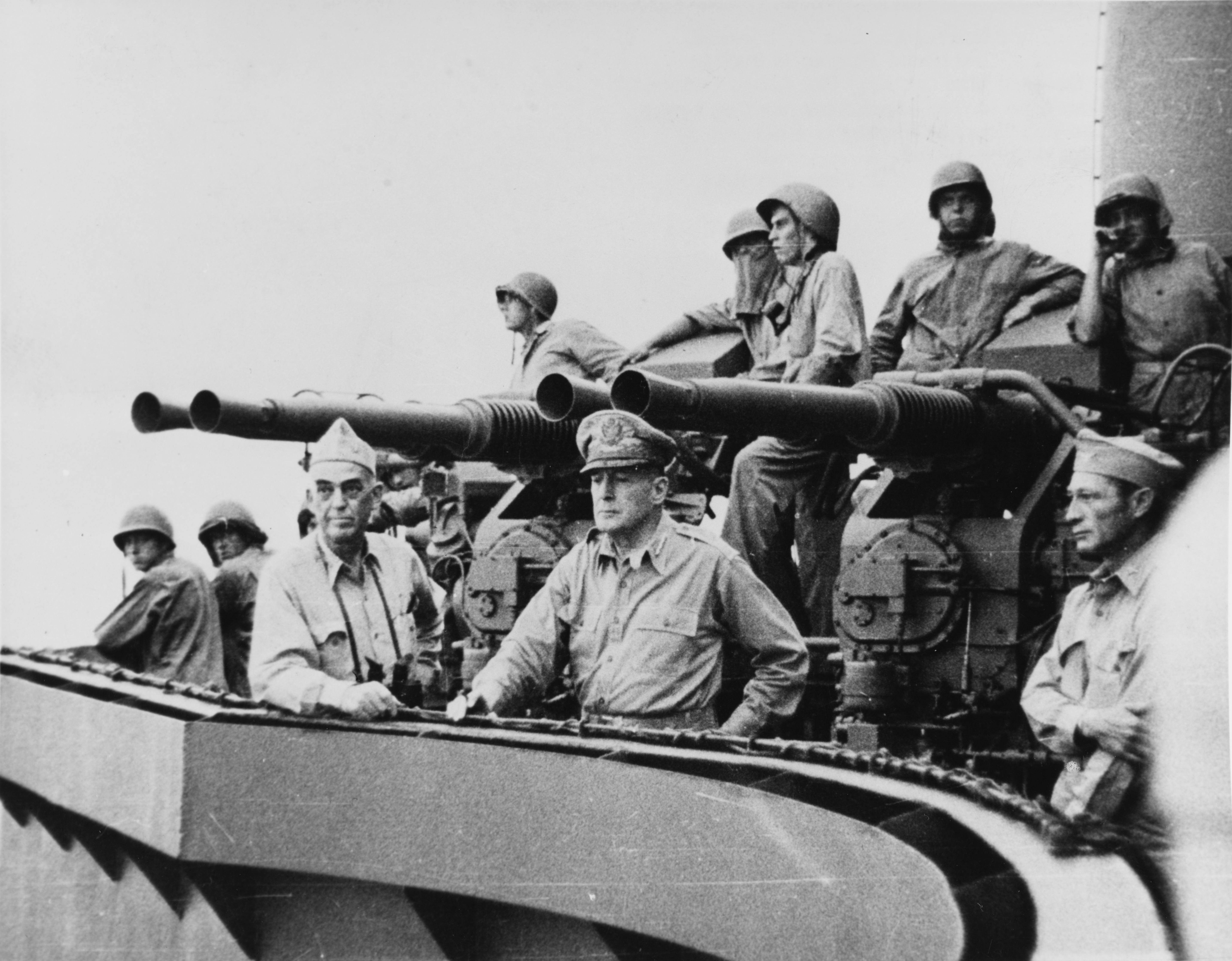
Invasion der Admiralitätsinseln 1944: Vice Admiral Thomas C. Kinkaid (m.l.) mit General Douglas MacArthur (m.) auf der Brücke des Flaggschiffs Phoenix während des Bombardements von Los Negros Island, am östlichen Ende von Manus Island, 28. Februar 1944.

Im November des gleichen Jahres kehrte er wieder in die wärmeren Regionen des Pazifiks zurück und übernahm im Range eines Vice Admiral die 7. US-Flotte. Als Kommandeur über alle alliierten Marinestreitkräfte im Südwestpazifik, unterstützte Kinkaid die Landungen von General MacArthurs australischen und US-amerikanischen Truppen im Rahmen der Operation Cartwheel, die unter anderem die Rückeroberung von Neuguinea bewirkte. Die Zusammenarbeit mit MacArthur trug dazu bei, dass die 7. US-Flotte auch als McArthur's Navy bezeichnet wurde. Seine Schiffe waren in der See- und Luftschlacht im Golf von Leyte auf den Philippinen beteiligt und unterstützten die Landung im Golf von Lingayen und Borneo.
Gegen Kriegsende im August 1945 assistierte Kinkaid mit der 7. US-Flotte bei Landungen in China und Korea.

### Nachkriegszeit
Nach der Kapitulation Japans am 2. September 1945 fungierte Admiral Kinkaid als Kommandeur der US-Atlantikflotte und Reserveflotte bis zu seiner Pensionierung im Mai 1950. Von 1951 bis 1953 kehrte er wieder in den aktiven Dienst zurück und diente als Mitglied der National Security Training Commission. Dieses Amt bekleidete er bis zum Ende dieses Jahrzehntes. Danach war er von 1953 bis 1968 als Kommissionsmitglied in der American Battle Monuments Commission tätig.
Thomas Cassin Kinkaid verstarb am 17. November 1972 im Bethesda Naval Hospital in Maryland.
Seine Auszeichnungen umfassen u. a.: die Navy Distinguished Service Medal mit vierfachem Eichenlaub und den britischen Order of the Bath (verliehen von König George VI. höchstpersönlich). Außerdem erhielt er von der niederländischen Königin Wilhelmina den Titel Grand Officer des Order of the Orange Nassau with Swords. Ihm zu Ehren wurde der Zerstörer der Spruance-Klasse Kinkaid benannt. Er war von 1974 bis 2004 im Dienst.